# Torre Quadrada del Mas de l'Esquerrer
La Torre Quadrada del Mas de l'Esquerrer és un edifici del municipi de Vilanova i la Geltrú (Garraf) declarat bé cultural d'interès nacional.

## Descripció
El mas Esquerrer de Baix està situat en una zona de pla davant la costa, al sud del terme municipal. A la zona central del conjunt arquitectònic de la masia hi ha una torre de planta quadrada, talaia i defensa a la vegada. La torre hauria funcionat inicialment amb un cos d'edifici coetani a aquesta, que va ser ampliat posteriorment. Aquest fet va suposar que quedés intregrada a la zona central del conjunt actual, amb diversos cossos d'edifici que se li lliuren. Actualment l'entorn immediat és una urbanització.

## Història
A l'Arxiu de Cubelles consta la següent informació amb referència al Mas de l'Esquerrer: "Obits del qº Bartomeu Squerrer major de dies y del qº Bartomeu Squerrer son fill de la present parrochia de Cubelles, los quals son morts sens fer testament perque los moros los mataren en la casa de la torre del prat de dits Esquerrers a 3 d'agost 1585. Deu los do la gloria". Consta a la "Gran geografia comarcal de Catalunya" que prop del Mas de l'Esquerrer hi havia un tros de terreny de 47,5 jornals que pertanyia al comú i que era abundant en jonqueres.
És un conjunt restaurat al segle xix, pel propietari Josep Rosell i Serracan. L'any 1934 la finca fou comprada per Eduardo Alfonso i més tard pels seus descendents. Finalment, l'any 1999 el mas de l'Esquerrer fou adquirit pels propietaris del càmping Platja Vilanova, que l'han restaurat per darrera vegada.